# Joe Johnson (snooker)
Pour les articles homonymes, voir Joe Johnson et Johnson.
Joe Johnson est un joueur de snooker anglais né le 29 juillet 1952 à Bradford. Il est connu pour avoir remporté le championnat du monde de 1986, à la surprise générale.
Johnson devient professionnel en 1979 et, après plusieurs années sans classement, atteint la finale du tournoi des joueurs professionnels de 1983, où il s'incline de justesse face à Tony Knowles (9-8). En 1986, alors qu'il était très loin dans le classement mondial, il bat Steve Davis 18 à 12 pour remporter le championnat du monde de snooker 1986. L'année suivante, il atteint à nouveau la finale, perdant 18 à 14 contre le même Davis. Joe Johnson se retire du jeu professionnel pour cause de blessure en 2004.  
Lors du championnat du Royaume-Uni de 1987, Joe passe proche de réussir un break maximal de 147 points, en manquant la bille rose, s'arrêtant ainsi avec un score de 134.
Il commente maintenant régulièrement les matchs de snooker sur Eurosport.

## Carrière

### Débuts en amateur (1971-1978)
Johnson fut champion national des moins de 19 ans en 1971 et trois fois champion du Yorkshire. Il fut aussi deuxième derrière Terry Griffiths au championnat amateur anglais de 1978 et, Griffiths étant gallois, Johnson s'est qualifié comme représentant de l'Angleterre au championnat du monde amateur organisé à Malte cette année-là. Il fait honneur à ce statut et atteint la finale où il perd contre Cliff Wilson. Ce résultat incite Johnson à lancer une carrière professionnelle en 1979.

### Premières années professionnelles (1979-1985)
Johnson ne gagne que 100 livres sterling lors de sa première saison professionnelle et termine la saison sans classement. Il obtient ses premiers points au classement à l'issue du tournoi des joueurs professionnels 1982, pour lequel il a réussi à se qualifier. Johnson atteint d'ailleurs sa première finale majeure dans ce même tournoi l'année suivante, finale qu'il dispute contre Tony Knowles. Johnson finit toutefois par s'incliner, 9-8. Il s'offre un autre quart de finale lors du championnat du Royaume-Uni la même année, mais s'incline 9-2 face à Terry Griffiths. Johnson fait ses débuts en championnat du monde lors de l'édition 1984, où il est écrasé par Dennis Taylor (10-1). 
En 1985, lors de l'épreuve de classement du Crédit Mercantile, Johnson atteint une nouvelle demi-finale qu'il perd néanmoins face à Cliff Thorburn, 9 à 2, malgré deux centuries. 

### Victoire au championnat du monde et confirmation (1986-1989)
Johnson commence la saison 1985-1986 dans le top 16 pour la première fois de sa carrière. Lors du championnat du monde de 1986, Johnson est très peu connu du public, d'autant plus qu'il n'avait jamais gagné de match au Crucible Theatre. Il rencontre l'ancien champion Terry Griffiths en quart de finale, contre qui il mène 9 à 7 avant la dernière session. Mais Griffiths remporte ensuite cinq manches consécutives pour mener 12 à 9, avant que Johnson ne remporte à son tour 4 manches de suite, pour gagner 13 à 12,. Il bat ensuite Tony Knowles 16 à 8 en demi-finale. En finale, il affronte le no 1 mondial, Steve Davis, alors au sommet de sa carrière. Johnson est d'abord mené 3-1 et 7-4, mais reprend l'avantage pour mener 12-8. Il termine la troisième session avec une avance de deux manches (13-11). Dans la session du soir, Johnson prend cinq des six premières manches pour s'adjuger une victoire surprise de 18-12.
Johnson connais une mauvaise saison en tant que champion du monde. Il arrive au championnat du monde de 1987 sans grandes ambitions, n'ayant pas atteint un seul tableau final en tournoi classé de la saison. Cependant, il déjoue les pronostics et atteint la finale, devançant le jeune Stephen Hendry 13-12 en quart de finale. Une fois de plus, son adversaire en finale est Davis, mais cette fois-ci Johnson est battu 18-14. 
Il atteint la cinquième place du classement mondial lors de la saison 1987-1988, en grande partie grâce à ses performances au championnat du monde. Johnson remporte le Scottish Masters en 1987, battant Terry Griffiths en finale, pour remporter l'un de ses seuls titres acquis en dehors du championnat du monde. Il atteint aussi les demi-finales du championnat du Royaume-Uni de 1987, où il passe tout près de réussir un break maximum de 147 contre Jimmy White, mais manque la bille rose à 134 points, et perd le match, 9-4. Plus tard dans la saison, il atteint également les demi-finales du Masters, s'inclinant face au futur vainqueur Steve Davis, sur le score de 6-3.

### Déclin et retraite (1990-2004)
Johnson souffre de problèmes cardiaques et oculaires au cours des années 1990, bien qu'il continue de jouer dans les épreuves de qualification. En 1991, une victoire 10 manches à 8 aux dépens de Nigel Bond permet à Johnson de se qualifier pour sa dernière apparition au championnat du monde à Sheffield, où il s'incline au premier tour contre Dennis Taylor, 10-6. Cette année-là, au Grand Prix, il se qualifie pour son dernier quarts de finale contre Nigel Bond, où il s'incline par 5-3.
Le classement de Johnson tombe à la 26e place au début de la saison 1993-1994. 
Johnson, qui commence la saison 2002-2003 no 90 mondial, recule de six places, et choisit de renoncer à un grand nombre d'évènements classés la saison suivante. Le dernier tournoi auquel il participe en tant que professionnel est le championnat du monde 2004, où il perd contre Ian Preece, avec le score expéditif de 10-0. Johnson est relégué du circuit principal en 2004, ayant terminé la saison 2003-2004 classé 126e ; à 52 ans, il était le joueur le plus âgé du circuit. Il prend sa retraite officielle l'année suivante, après s'être cassé la cheville.

## Vie personnelle
Pendant son temps libre, Johnson chante dans un groupe : Dresde. Il prétend avoir la meilleure voix parmi les meilleurs joueurs de son époque. 
Johnson entraîne Paul Hunter jusqu'à la mort de celui-ci en 2007, dont il était l'ami. 
Johnson s'impose comme un commentateur régulier pour Eurosport. D'ailleurs, lors du championnat du Royaume-Uni en 2013, John Higgins affirme qu'il fait partie des commentateurs les plus pertinents dans leurs commentaires. 
Johnson est propriétaire d'un club de snooker appelé Cue Gardens, situé à Bradford et dirige une académie d'entraînement. Lorsque Johnson est en déplacement pour faire des commentaires pour Eurosport, Richard Harrison dirige l'académie de snooker. 
Adopté à la naissance, son père biologique était Malik Farook, d'origine pakistanaise. Johnson est marié et a cinq fils et deux filles.
Après la reprise d'un championnat du monde senior, Johnson est quarts de finaliste de l'édition 2010, où il perd contre Steve Davis.
Le 11 avril 2019, il remporte le World Seniors Masters,.

## Palmarès
| Légende | Catégorie                      | Titres                         | Finales                        |
|         | Tournois classés               | 1                              | 2                              |
|         | Tournois non classés           | 2                              | 3                              |
|         | Tournois seniors               | 2                              | 0                              |
|         | Tournois amateurs              | 0                              | 2                              |
| Gras    | Tournois de la triple couronne | Tournois de la triple couronne | Tournois de la triple couronne |

### Titres
| Saison    | Nom du tournoi           | Lieu        | Finaliste       | Score | Tableau |
| 1985-1986 | Championnat du monde     | Sheffield   | Steve Davis     | 18-12 | Tableau |
| 1987-1988 | Masters d'Écosse         | Glasgow     | Terry Griffiths | 9-7   | Tableau |
| 1989-1990 | Grand Prix Norwich Union | Monte Carlo | Stephen Hendry  | 5-3   | Tableau |
| 1996-1997 | Pot Black seniors        | Chichester  | Terry Griffiths | 2-0   |         |
| 2018-2019 | Masters seniors          | Sheffield   | Barry Pinches   | 2-1   | Tableau |

### Finales perdues
| Saison    | Nom du tournoi                   | Lieu       | Finaliste       | Score | Tableau |
| 1978      | Championnat d'Angleterre amateur |            | Terry Griffiths | 6-13  |         |
| 1978      | Championnat du monde amateur     | Ir-Rabat   | Cliff Wilson    | 5-11  |         |
| 1983-1984 | Tournoi des joueurs              | Bristol    | Tony Knowles    | 8-9   |         |
| 1986-1987 | Championnat du monde             | Sheffield  | Steve Davis     | 14-18 | Tableau |
| 1987-1988 | Challenge Carling                | Dublin     | Dennis Taylor   | 5-8   |         |
| 1989-1990 | Masters de Nouvelle-Zélande      | Wellington | Willie Thorne   | 4-7   |         |
| 1992-1993 | Challenge d'Europe               | Waregem    | Stephen Hendry  | 0-4   |         |